# Jean-Pierre Michaël
Jean-Pierre Michaël (Parigi, 21 settembre 1966) è un attore e doppiatore francese.

## Biografia
È figlio d'arte degli attori Pierre Michael e Françoise Giret. È sposato dal 2016 con l'attrice Cécile Bois con la quale ha generato due figlie.
Prolifico attore teatrale, Jean-Pierre Michaël è il 490° membro della Comédie - Française . 
Come attore televisivo appare il suo ruolo più noto è quello di Marc Venturi nella serie RIS police scientifique  (2006-2009).
È anche doppiatore, tra gli attori internazionali a cui ha prestato la voce includono: Brad Pitt, Keanu Reeves e Ethan Hawke.

## Filmografia

### Cinema
- Tôt ou tard - regia di Anne-Marie Étienne (1999)

### Televisione
- Alice Nevers - Professione giudice  (Alice Nevers: Le juge est une femme) - serie TV (2002)
- Josephine, ange gardien - serie TV (2003)
- R.I.S. Police scientifique - serie TV (2006-2009)
- Sulle tracce del crimine  (Section de recherches)  - serie TV (2012)
- Commissaire Magellan - serie TV (2020)
- Ici tout commence - serie TV (2021)
- Police de caractères - serie TV (2021)
- Furies - serie TV (2024)

## Doppiaggio

### Film
- Brad Pitt in L'ombra del diavolo,Ocean's Eleven - Fate il vostro gioco, Ocean's Twelve, Il curioso caso di Benjamin Button,  World War Z, 22 Jump Street,  Bullet Train, Babylon, Wolfs - Lupi solitari
- Keanu Reeves in I ragazzi del fiume, L'avvocato del diavolo,  Matrix,  The Gift,  Hardball,  Matrix Reloaded,  Matrix Revolutions,  Tutto può succedere - Something's Gotta Give,  Constantine,John Wick,  John Wick - Capitolo 2,  John Wick 3 - Parabellum,  John Wick 4,  Sonic 3 - Il film[2]
- Ethan Hawke in Vicino alla fine, Gattaca - La porta dell'universo, Training Day,  Identità violate,  Il mondo dietro di te, Assault on Precinct 13 , Boyhood,   Glass Onion: Knives Out
- Michael Fassbender in X-Men - L'inizio,  X-Men - Giorni di un futuro passato,  X-Men: Dark Phoenix[3]
- Alex Hassell in Una notte violenta e silenziosa

### Serie televisive d'animazione
- Nick Tatopoulos in Godzilla: The Series
- Pandiego de la Vega in  Wakfu
- Aviatore in Il piccolo principe
- Obi-Wan Kenobi in  Star Wars: The Clone Wars[4]
- Asser in Vinland Saga
- Ethan in Solar Opposites
- Scholder in Transformers: EarthSpark
- Dark Schneider in Bastard!!
- Gesicht in Pluto

### Videogiochi
- Neo in The Matrix: Path of Neo
- Aragorn in  LEGO il signore degli Anelli
- Johnny Silverhand in Cyberpunk 2077